# Sinagoga de Curaçao
La Sinagoga de Curaçao també anomenada Sinagoga Mikve Israel-Emanuel (en hebreu: בית הכנסת מקווה ישראל-עמנואל), es troba a Willemstad, Curaçao, es tracta d'una de les sinagogues més antigues d'Amèrica. Es coneix comunament amb el nom de "Snoa" (abreviatura d'Esnoga, una paraula antiga per referir-se a les sinagogues) i és una important atracció turística a Curaçao, amb un grup notable de visitants, inclosa la Reina Beatriu dels Països Baixos i la seva família, l'any 1992. La comunitat (Congregació Mikve Israel) data de la dècada de 1650, i consistia en jueus espanyols i portuguesos que van venir dels Països Baixos i de Brasil. Al segle xix va haver-hi una comunitat reformista (Emanu-El), les dues es van fusionar per formar l'actual comunitat l'any 1964. La comunitat està afiliada al judaisme reconstruccionista. El primer edifici de la sinagoga va ser comprat l'any 1674, l'edifici actual data de 1730.